# Cultura de Najicheván
La cultura Najicheván&thinsp, también conocida como la cultura Kizilveng o cultura de la cerámica pintada, se formó durante la Edad del Bronce Medio en el tercer y segundo milenio antes de Cristo. El principal centro de la cerámica pintada fue Najicheván y el valle de Arpaçay, en Anatolia, la cuenca del lago Urmia y el sur del Cáucaso. En Azerbaiyán, esta cultura se estudió a partir de materiales arqueológicos de la Kultepe I, Kultepe II, Shahtakhti, Gizilburun, Nahjir, Shortepe, Garachuk, Gazanchi II qala y de otros monumentos. La cultura de la cerámica pintada fue estudiada por arqueólogos azerbaiyanos como O. Habibullayev, V. Bakhshaliyev, V. Aliyev y A. Akbarov. Según V. Bakhshaliyev, la formación de los platos de esta cultura en Najicheván estaba relacionada con la formación de las ciudades-estado.

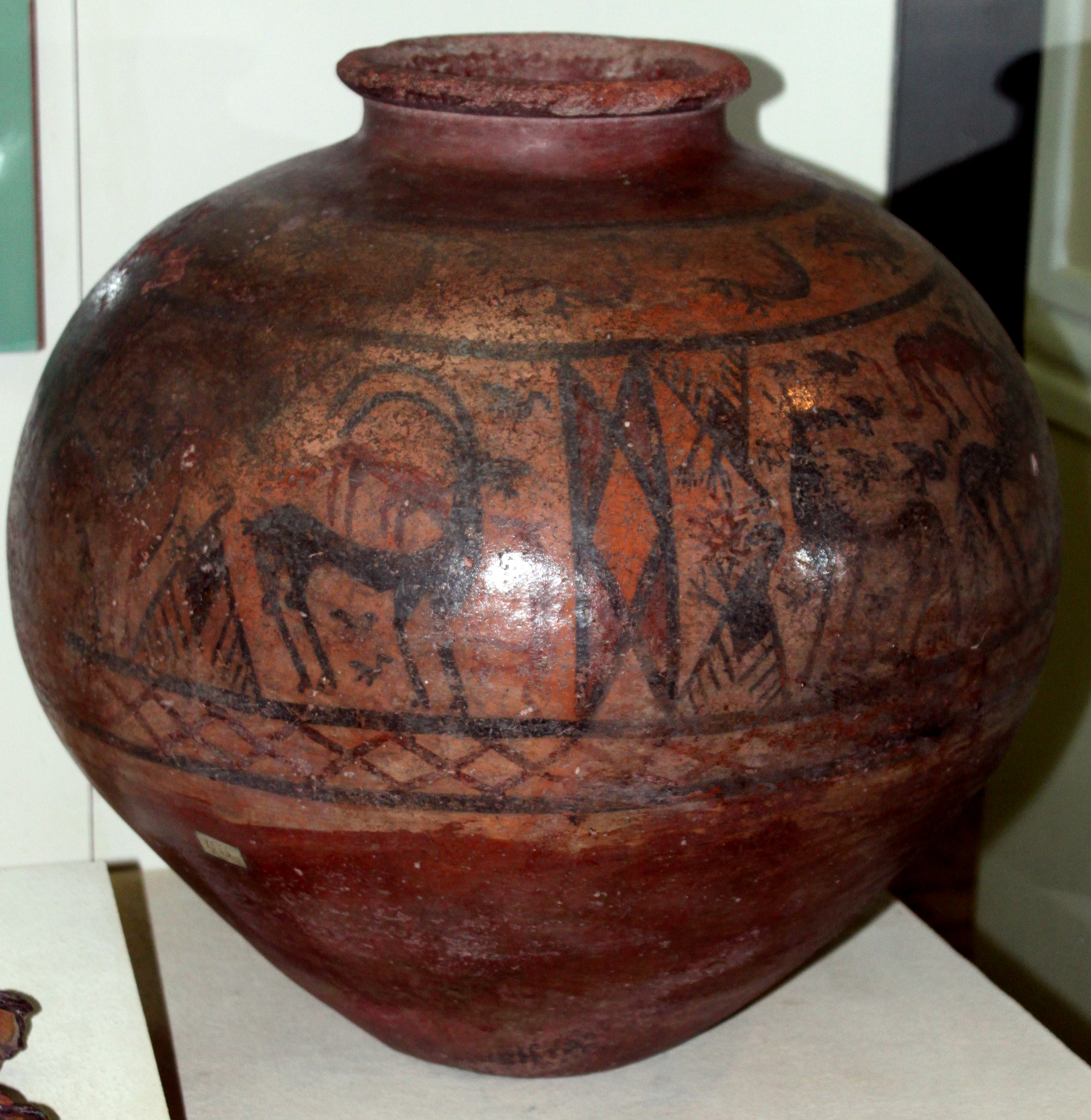
Vaso pintado. Şahtaxtı.

Investigaciones del presente siglo y del último cuarto del XX, sugieren que la cultura de la cerámica pintada Najicheván es el resultado del desarrollo natural de la cultura Kurá-Araxes.

## Historia
En 1895 se descubrieron en Azerbaiyán muestras de la cultura de la cerámica pintada en el territorio de la República Autónoma de Najicheván. Como resultado de las obras en los alrededores del cementerio de Kizilveng, situado a 18 kilómetros de Najicheván y a 3 kilómetros al sur de Tazakand, en la orilla izquierda del río Aras, se descubrieron en las tumbas de piedra varios objetos históricos, entre ellos platos sencillos y pintados. El capitán N. Fyodorov realizó excavaciones por encargo de la Comisión Arqueológica de la República Autónoma de Najicheván, donde encontró entierros con cerámica pintada que datan de finales del segundo milenio a. C. Durante el período soviético fue posible realizar un estudio relativamente extenso de esta cultura en Azerbaiyán. En 1926, el cementerio Kızılvenk fue investigado por la Asociación de Ciencias Transcaucásicas bajo la dirección de A. Miller en la República Autónoma de Najicheván. En 1934, se encontraron varios platos pintados cerca del asentamiento de Shortepe en Sharur. Las excavaciones continuaron en la década de 1960, se investigaron las cerámicas pintadas de Kultepe II, así como las cuencas de los ríos Guruchay y Kondelenchay. Se encontraron restos de platos pintados en Karakopektepe.

## Características
Los arqueólogos dividieron esta cultura cronológicamente en cuatro períodos:
- Siglos XX-XVII a. C. - simples muestras de cerámica parcialmente pulidas. Monocromos (principalmente negro y gris), prolijamente decoradas con simples forma geométricas o con patrones humanos, animales y de aves; se encuentran en Shortepe, Kultepe I, Kultepe II, Uzerliktepe. Jarros, cuencos y copas.
- Siglos XVII-XV a. C. -  Vasos pintados policromados y decorados con formas geométricas complejas, finamente decorados con motivos humanos, animales y de aves, cerámica con forma de jarra y cuenco. Gizilveng (Pareja de bailarines ilustrada en la cerámica)
- Siglos XIV-XI a. C. - Monocromáticas y policromadas pintadas, relativamente incorrectamente decoradas con patrones humanos, animales y de aves, figuras geométricas. Jarrones, cuencos elipsoidales, jarras, platos, cerámica con forma de tetera
- Siglos X-VII a. C.- Patrones geométricos más rígidos y simplistas barnizados solo de color rojo.[11][9][12]

## Restos de materiales

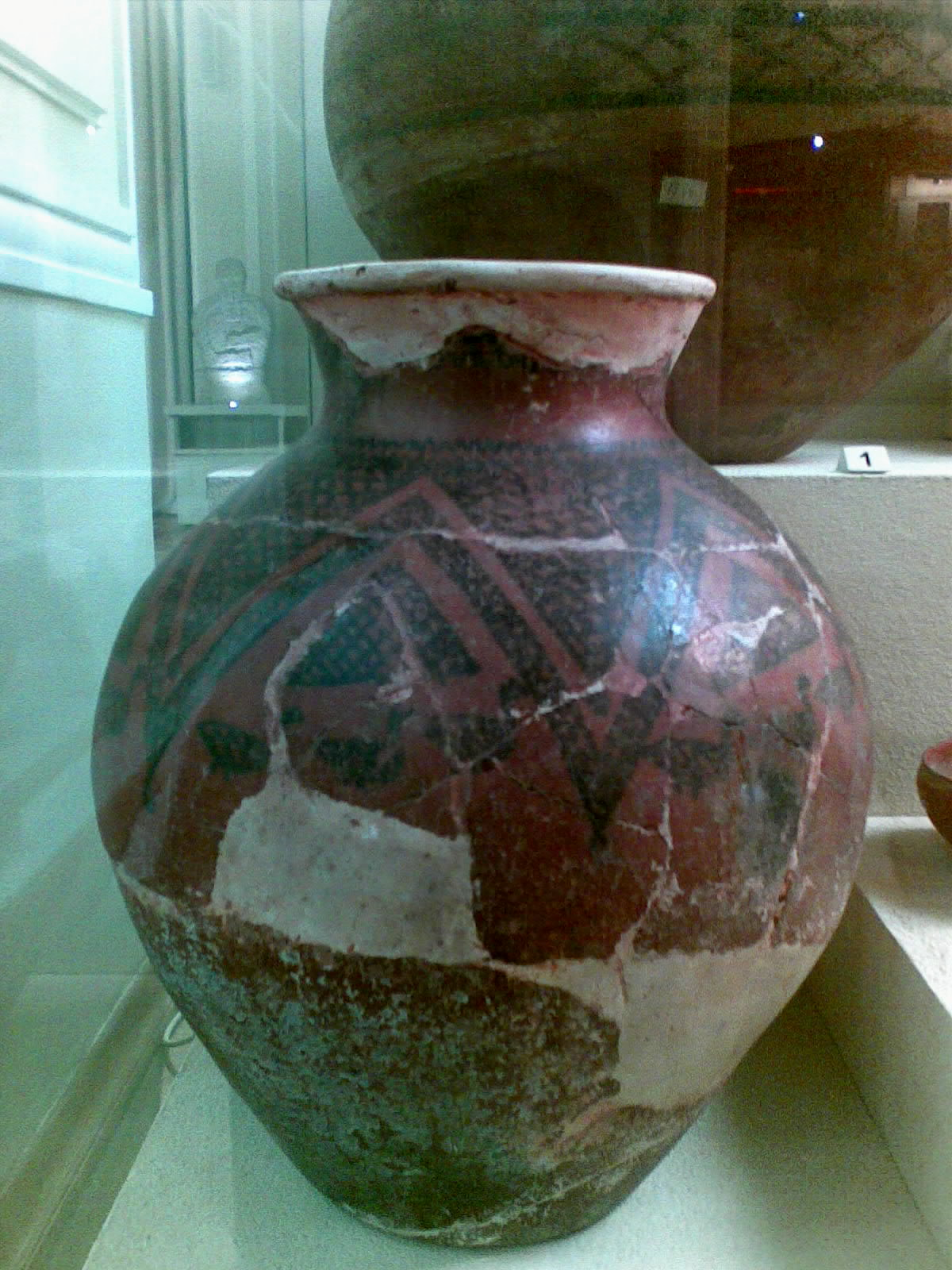
Recipiente pintado de Kultepe II.

Las ollas pintadas se encontraron en la cerámica de la República Autónoma de Najicheván. La cultura Kurá-Araxes. En general, se han encontrado vasijas de arcilla roja en Azerbaiyán desde el período Eneolítico. Excepto un grupo de vasijas pintadas, el resto de ellas no se diferenciaban de las demás vasijas del grupo eneolítico por su contenido de arcilla o la tecnología de preparación. En 1936, las vasijas pintadas pertenecientes a la Edad del Bronce Medio, se obtuvieron de la segunda capa del asentamiento de Shortepe.
Se descubrieron patrones de cerámica pintados en monocromo de la necrópolis de Dize. Las vasijas pintadas en monocromo que datan de los milenios III-II a. C. fueron encontradas en su mayoría en la necrópolis Yayjı en Najicheván. En 1951, la expedición arqueológica organizada por el Instituto de Historia de la Academia de Ciencias de la URSS bajo la dirección de O. Habibullayev realizó investigaciones en Kultepe I y encontró aquí platos pintados.
En Kultepe II se descubrieron vasos de arcilla de tipo monocromo y policromo. Las vasijas de color rojo encontradas en las capas superiores de Kultepe II eran idénticas a los materiales de las áreas residenciales de Makhta I y II. Los restos de cerámica pintada encontrados en Uzerliktapa (Ağdam) se dividieron en dos grupos. El primero era de color rojo claro, se asemeja a los platos pintados del tipo Kizilveng y presenta figuras geométricas y zoomórficas, mientras que el segundo grupo estaba pulido. Además de las decoraciones estampadas en negro y gris, en la región de Karaköpektepe había también platos de tipo monocromo. En 2008, el estudio realizado por la filial de Najicheván de la ANAS y la Universidad Georgiana de los Estados Unidos bajo la dirección de V. Bakhshaliyev identificó que las ollas pintadas encontradas en el asentamiento de Oghlanqala pertenecían a la Edad de Hierro.

## Relaciones con otras culturas
El encuentro de patrones similares de recipientes pintados de Najicheván se encontraron en la cuenca de los lagos Van y Urmía, en el noreste de Anatolia, y las llanuras de Mil-Mugan alrededor de Goyche indica que estas regiones compartían una cultura mutua. Había muchos rasgos comunes entre la cerámica policroma de Kultepe II y los restos de cerámica de los monumentos de Urmía de Haftavān tepe y Geoy tepe. Las cerámicas pintadas encontradas en Kultepe I tenían una similitud con los materiales de la cultura Halaf. Los investigadores asumieron que la población estaba vinculada con el sur, con Mesopotamia.
El cuenco pintado del Calcolítico Medio encontrado en el Shortepe también recordaba las tradiciones Halaf y Ubaid debido a la influencia de estas culturas. Los dibujos descritos en la cerámica pintada de Najicheván simbolizaban la tradición de culto (tribus Lullubi). El dibujo de la estrella de las 8 esquinas en una vasija encontrada en la necrópolis de Nehecir era similar a la descripción de la estrella en el Monumento a la Victoria del gobernante de Lullubi Anubanini. Había muchas similitudes entre el vestido de la diosa representada en Relieve de la roca Anubanini y el vestido de la mujer en el vaso pintado de Kızılburun.